# Aristippos af Kyrene
Aristippos af Kyrene er en græsk filosof der levede ca. 435 f.Kr. til 366 f.kr. Aristippos anses for at være grundlægger af den kyrenæiske skole i moralfilosofien. og hvor han definerede hedonisme som nydelse men også nydelse som fravær af uro i sjælen og smerte i legemet.